# Man Maneewan
Man Maneewan (en tailandés: แมน มณีวรรณ, 5 de octubre de 1977) es un actor y cantante tailandés. Se hizo famoso a partir de 1997.

## Biografía
Nacido el 5 de octubre de 1977, nació en la provincia de Chang Ubon Rachathani, es conocido en su país como el nombre de "Man". Se graduó de la Universidad de Rajabhat Ubon Rachathani.

## Discografía

### Álbumes musicales
Krungthai Audio
- 1997 - Drung in Your Married
- 1998 - Rak Thae Care Duay Rue

R-Siam
- 2014 - Man Wan Mun

### Sencillos
R-Siam
- 2014 
  - Het Phon Nam Nao
  - Ao Yang Hed Jai
  - Jao Klub Ma Ai Dee Jai Tae Klub Pai Ja Dee Kwa
  - Broke All Cases
- 2017 - Rain Not Thorough (ฝนตกไม่ทั่วฟ้า)[4]
- 2019 - Muns Yod Na Rod Hae[5]